# Christ Church Cathedral (Falklandeilanden)
De Christ Church Cathedral is een anglicaanse kathedraal in Stanley, de hoofdstad van de Falklandeilanden. Het is de meest zuidelijk gelegen anglicaanse kathedraal. Momenteel vervult de aartsbisschop van Canterbury de taak van bisschop voor de Falklandeilanden.

## Geschiedenis
In 1882 werd er een commissie samengesteld voor de bouw van de kerk, op initiatief van de bisschop. Hij vond dat de bestaande, houten kerk, niet groot genoeg was. In 1886 werd deze houten kerk vernietigd door een aardverschuiving, waardoor de bouw van de nieuwe kerk een hogere prioriteit kreeg. Een nieuwe kerk werd ontworpen door Sir Arthur Blomfield. De bouw vond plaats van 1890 tot 1892. Op 21 februari 1892 werd de kerk ingewijd door bisschop Waite Hockin Stirling. In 1992, honderd jaar na de voltooiing van de bouw, werd de kerk gerestaureerd.

## Trivia
- Voor de kerk staat een van walvisbeenderen gemaakt monument, dat herinnert aan de verovering van de Falklandeilanden door de Britten in 1833.